# جون باتريك بولز
جون باتريك بولز (بالإنجليزية: John Patrick Boles)‏ هو كاهن كاثوليكي أمريكي، ولد في 21 يناير 1930 في بوسطن في الولايات المتحدة، وتوفي في 9 أكتوبر 2014 في فرامينغهام في الولايات المتحدة بسبب مرض.